# Liste de pianistes de jazz

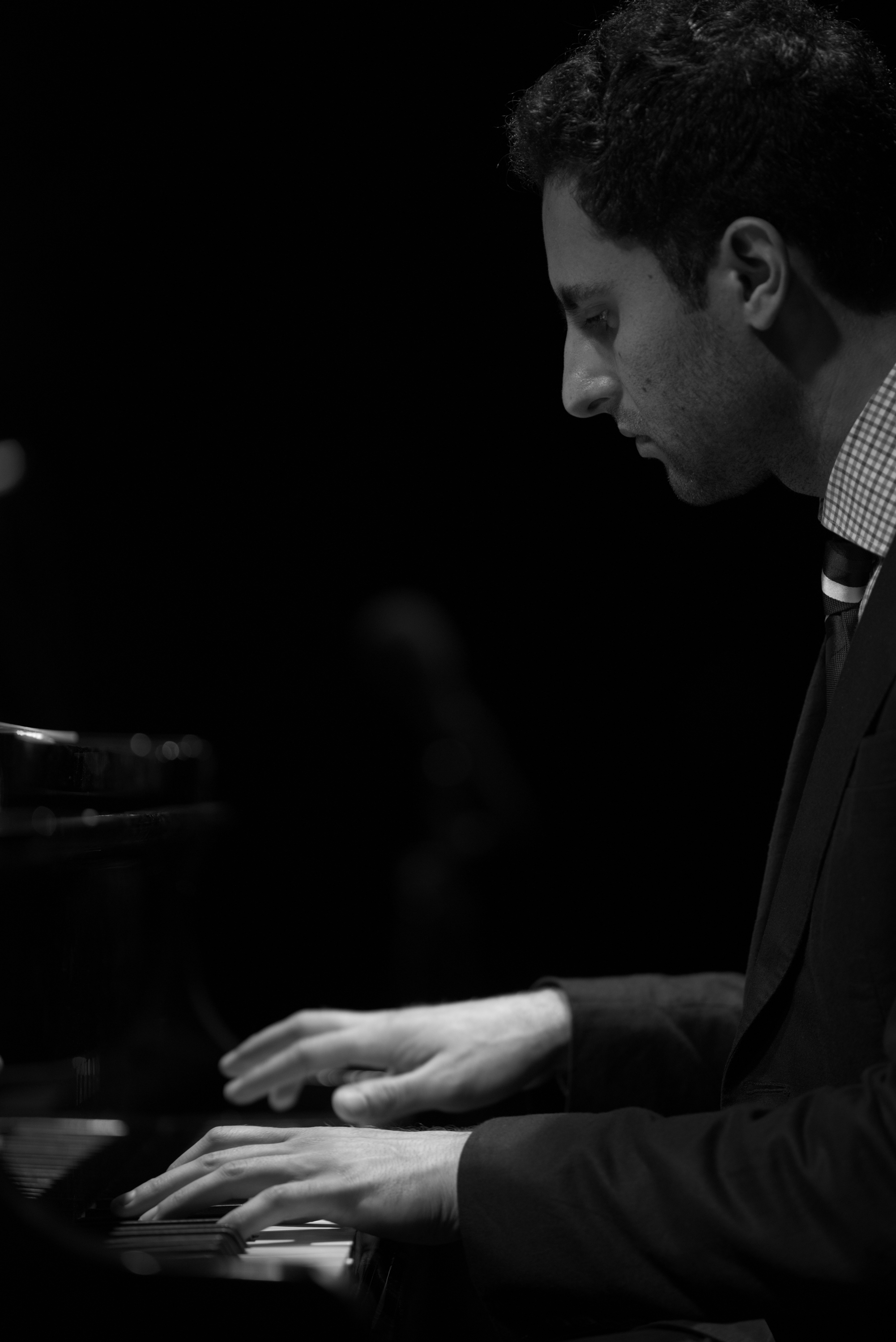
Pianiste de jazz.

Voici une liste alphabétique de pianistes de jazz.
- Haut – A
- B
- C
- D
- E
- F
- G
- H
- I
- J
- K
- L
- M
- N
- O
- P
- Q
- R
- S
- T
- U
- V
- W
- X
- Y
- Z

## A
- Mike Abene
- Don Abney
- Muhal Richard Abrams
- John Acea
- Sophie Agnel
- Toshiko Akiyoshi
- Joe Albany
- Ronnie Aldrich
- Tony Aless
- Charlie Alexander
- Monty Alexander
- Roland Alexander
- Geri Allen
- Sam Allen
- Mose Allison
- Cesarius Alvim
- Albert Ammons
- Franck Amsallem
- Claes Andersson
- Silo Andrianandraina
- Bruno Angelini
- Bill Anschell
- Kobi Arad
- Yakir Arbib
- Lil Armstrong
- Georges Arvanitas
- Lovie Austin
- Franck Avitabile
- Arshid Azarine
- Christian Azzi

## B
- Rafiq Babayev
- Denis Badault
- Gérard Badini
- Jon Balke
- Ronnie Ball
- Patricia Barber
- Roy Bargy
- Kenny Barron
- Nik Bärtsch
- Count Basie
- Les Baxter
- Stefano Battaglia
- Walter Baumgartner
- Emily Bear
- Jim Beard
- Jean Beaudet
- Gordon Beck
- Bix Beiderbecke
- Richie Beirach
- Edwin Berg
- Karl Berger
- José Roberto Bertrami
- Jean-Pierre Bertrand
- Pierre de Bethmann
- Emmanuel Bex
- Édouard Bineau
- Walter Bishop Jr
- Ketil Bjørnstad
- Stanley Black
- Eubie Blake
- Ran Blake
- Carla Bley
- Paul Bley
- Francy Boland
- Stefano Bollani
- Claude Bolling
- Jacques Bolognesi
- Carine Bonnefoy
- Massimo Bonomo
- Lleó Borrell
- François Bourassa
- Patti Bown
- Joanne Brackeen
- Malcolm Braff
- Alan Branscombe
- Anthony Braxton
- Aaron Bridgers
- Bob Brookmeyer
- Paul Brousseau
- Cleo Brown
- Dave Brubeck
- Rainer Brüninghaus
- Ray Bryant
- Milt Buckner
- Roy Budd
- Alex Bugnon
- Ralph Burns
- Ron Burton
- Joe Bushkin
- Henry Butler
- Jaki Byard

## C
- George Cables
- Faton Cahen
- Uri Caine
- Joey Calderazzo
- Olivier Calmel
- Michel Camilo
- Mario Canonge
- Eddie Cano
- Roberto Carcassés
- Una Mae Carlisle
- Hoagy Carmichael
- Mike Carr
- Bill Carrothers
- Benny Carter
- Bill Charlap
- Ray Charles
- Teddy Charles
- Guillaume de Chassy
- Léo Chauliac
- Fawzi Chekili
- Buddy Christian
- Pierre Christophe
- Eugen Cicero
- Peter Cincotti
- Sonny Clark
- Chris Cody
- Freddy Cole
- Nat King Cole
- Alice Coltrane
- Jean-Pierre Como
- Harry Connick Jr.
- Chris Conz
- Marc Copland
- Laurent Coq
- Chick Corea
- Dan Costa
- Eddie Costa
- Laurent Courthaliac
- Sylvie Courvoisier
- François Couturier
- Marilyn Crispell
- Laurent Cugny
- Jamie Cullum
- Denis Cuniot

## D
- Albert Dailey
- Tadd Dameron
- Franco d'Andrea
- Wolfgang Dauner
- Anthony Davis
- Jackie Davis
- Walter Davis junior
- Hubert Degex
- Benoît Delbecq
- Martin Denny
- Patrick Desfossez
- Lorraine Desmarais
- Jack Diéval
- Bill Dixon
- Doctor Gabs
- Bill Doggett
- Sophia Domancich
- Chano Domínguez
- Dorothy Donegan
- Kenny Drew
- Kenny Drew, Jr.
- George Duke
- Jozef Dumoulin

## E
- Luiz Eça
- Eliane Elias
- Thierry Eliez
- Duke Ellington
- Andy Emler
- Thomas Enhco
- Laurent Epstein
- Juan García Esquivel
- Bill Evans
- Gil Evans

## F
- Antonio Faraò
- Massimo Faraò
- Patrick Favre
- Leonard Feather
- Victor Feldman
- Édouard Ferlet
- Fausto Ferraiuolo
- Russell Ferrante
- Bobby Few
- Nuphar Fey
- Amina Figarova
- Dominique Fillon
- Clare Fischer
- Tommy Flanagan
- Zool Fleischer
- King Fleming
- Pat Flowers
- Raymond Fol
- Roberto Fonseca
- Kekko Fornarelli
- Harmen Fraanje
- Russ Freeman

## G
- Slim Gaillard
- Patrice Galas
- Hal Galper
- Salman Gambarov
- Jeff Gardner
- Red Garland
- Erroll Garner
- Mike Garson
- Patrick Gauthier
- James Gelfand
- Igor Gehenot
- Meddy Gerville
- Harry Gibson
- Heinz Gietz
- Egberto Gismonti
- Robert Glasper
- Gaspard Glaus
- Aaron Goldberg
- Dexter Goldberg
- Larry Goldings
- Jean Goldkette
- Marvin Goldstein
- Chilly Gonzales
- Gordon Goodwin
- Pierre-Alain Goualch
- Daniel Goyone
- Bob Graettinger
- Michel Graillier
- Stéphane Grappelli
- Conley Graves
- Buddy Greco
- Benny Green
- Burton Greene
- Ferde Grofé
- Don Grolnick
- George Gruntz
- Dave Grusin
- Vince Guaraldi
- Johnny Guarnieri
- Giovanni Guidi
- Friedrich Gulda
- Tord Gustavsen

## H
- Iro Haarla
- Al Haig
- Tigran Hamasyan
- Jan Hammer
- Gunter Hampel
- Herbie Hancock
- Roland Hanna
- Cédric Hanriot
- Barry Harris
- Gene Harris
- Eddie Harvey
- Hampton Hawes
- Edgar Hayes
- Kevin Hays
- Bobby Henderson
- Fletcher Henderson
- Horace Henderson
- Pierre Hennebelle
- Cory Henry
- Alexandre Herer
- Yaron Herman
- Michel Herr
- Fred Hersch
- Nitay Hershkovits
- Antoine Hervé
- Eddie Heywood Jr
- Art Hickman
- Eddie Higgins
- Andrew Hill
- Earl Hines
- Art Hodes
- Jasper van 't Hof
- Takehiro Honda
- Elmo Hope
- Claude Hopkins
- Shirley Horn
- Olivier Hutman
- Dick Hyman

## I
- Abdullah Ibrahim
- Einar Iversen
- Vijay Iyer

## J
- Brian Jackson
- Cliff Jackson
- Tony Jackson
- Christian Jacob
- Peter Jacques
- Ahmad Jamal
- Horst Jankowski
- Keith Jarrett
- Alain Jean-Marie
- Antônio Carlos Jobim
- Buddy Johnson
- Freddy Johnson
- James P. Johnson
- Pete Johnson
- Pete Jolly
- Hank Jones
- Oliver Jones
- Duke Jordan

## K
- Fumio Karashima
- Roger Kellaway
- Lorenz Kellhuber
- Wynton Kelly
- Stan Kenton
- Siegfried Kessler
- Joelle Khoury
- Masabumi Kikuchi
- Kenny Kirkland
- Wacław Kisielewski
- Stéphane Kochoyan
- Krzysztof Komeda
- Mieczysław Kosz
- Diana Krall
- Issam Krimi
- Joachim Kühn
- Paul Kuhn
- Steve Kuhn
- Billy Kyle

## L
- Donald Lambert
- Julie Lamontagne
- Sarah Lancman
- Thierry Lang
- Ellis Larkins
- Andy LaVerne
- Éric Legnini
- Michel Legrand
- Philippe LeJeune
- Brian Lemon
- Jerry Léonide
- Bill Le Sage
- Julia Lee
- Wade Legge
- Julius Lenzberg
- Lou Levy
- John Lewis
- Ramsey Lewis
- Kirk Lightsey
- François Lindemann
- Charles Loos
- Vincent Lopez
- Harold López-Nussa
- Nathalie Loriers
- Jeff Lorber
- Eddy Louiss
- Jacques Loussier
- Leroy Lovett
- Bernard Lubat
- Bobby Lyle

## M
- Harold Mabern
- Jean-Marie Machado
- Shai Maestro
- Alex Maguire
- Thierry Maillard
- Junior Mance
- Henry Mancini
- André Manoukian
- Frédéric Manoukian
- Perrine Mansuy
- Fate Marable
- Rita Marcotulli
- Tânia Maria
- Dodo Marmarosa
- Ellis Marsalis Jr.
- Lasse Mårtenson
- Leïla Martial
- Guillaume Martineau
- Minoru Matsuya
- Midori Matsuya
- Claudio Mattone
- Lyle Mays
- Carlos Maza
- Louis Mazetier
- Les McCann
- Tom McClung
- Eugene McCown
- Tom McDermott
- Dave McKenna
- Sarah McLawler
- Marian McPartland
- Janysett McPherson
- Carmen McRae
- Jay McShann
- Brad Mehldau
- Myra Melford
- Frank Melrose
- George Melly
- Mike Melvoin
- Sergio Mendes
- Misha Mengelberg
- Roy Meriwether
- Emi Meyer
- Philippe Milanta
- Lloyd Miller
- Mulgrew Miller
- Andy Milne
- Paddy Milner
- Alain Mion
- Giovanni Mirabassi
- Wolfgang Mitterer
- Paul Moer
- Raymond Monelle
- Thelonious Monk
- Marcel Montecino
- Tete Montoliu
- Jason Moran
- Dick Morgan
- Jelly Roll Morton
- Sal Mosca
- Bennie Moten
- Leszek Możdżer
- Bheki Mseleku
- Patrick Muller
- Art Murphy
- Romano Mussolini
- Aziza Mustafa Zadeh
- Vagif Mustafazadeh
- Amina Claudine Myers

## N
- Dimitri Naïditch
- Hachidai Nakamura
- Morris Nanton
- Phineas Newborn Jr
- Fred Nardin
- Herbie Nichols
- Shahin Novrasli

## O
- Stéphan Oliva
- Yūji Ōno
- Marina Osman
- Otisto 23
- Hall Overton
- Makoto Ozone
- Philippe Ours

## P
- Ivan Paduart
- Tony Paeleman
- Marty Paich
- Sébastien Paindestre
- Pierre Papadiamandis
- Errol Parker
- Aaron Parks
- Horace Parlan
- Hermeto Pascoal
- Annette Peacock
- Ian Pearce
- Duke Pearson
- Bernard Peiffer
- Danilo Pérez
- Carl Perkins
- Mimi Perrin
- André Persiani
- Lucky Peterson
- Oscar Peterson
- Michel Petrucciani
- Enrico Pieranunzi
- Jean-Michel Pilc
- Bill Potts
- Bud Powell
- Richie Powell
- André Previn
- Sammy Price
- Tito Puente
- Don Pullen

## R
- Henry Ragas
- Min Rager
- Serge Rahoerson
- Don Randi
- Adonis Ratoavinirina
- François Raulin
- Jason Rebello
- Freddie Redd
- Dieter Reith
- Henri Renaud
- Jimmy Reynolds
- Arthur Rhames
- Ève Risser
- Manuel Rocheman
- Gene Roland
- Wally Rose
- Martin Roman
- Alain Romans
- Jean Rondeau
- Jimmy Rowles
- Gonzalo Rubalcaba
- Hilton Ruiz
- Patrice Rushen
- Gene Russell
- George Russell
- Luis Russell

## S
- Alexandre Saada
- Antonello Salis
- Claude Salmiéri
- Joe Sample
- Arturo Sandoval
- Sebastian Santa Maria
- Isfar Sarabsky
- Michel Sardaby
- Masahiko Satō
- Cynthia Sayer
- Hal Schaefer
- Lalo Schifrin
- Alexander von Schlippenbach
- Irène Schweizer
- Bobby Scott
- Hazel Scott
- Stephen Scott
- Nicola Sergio
- John Serry Jr.
- George Shearing
- Jen Shyu
- Ben Sidran
- Horace Silver
- Art Simmons
- Jean-Sébastien Simonoviez
- Nina Simone
- Lonnie Liston Smith
- Willie Smith
- Michael Snow
- Martial Solal
- Mark Soskin
- Benoît Sourisse
- Didier Squiban
- Juraj Stanik
- Bobo Stenson
- Billy Strayhorn
- Frank Strazzeri
- Joe Sullivan
- Sun Ra
- Helen Sung
- Esbjörn Svensson
- Daisy Sweeney

## T
- Craig Taborn
- Aki Takase
- Art Tatum
- Billy Taylor
- Cecil Taylor
- John Taylor
- Mike Taylor
- Tchangodei
- Dan Tepfer
- Jacky Terrasson
- Alex Theus
- Anjani Thomas
- Charles Thomas
- Claude Thornhill
- Bobby Timmons
- Keith Tippett
- Billy Tipton
- Tony Tixier
- Cal Tjader
- Sabin Todorov
- Eugenio Toussaint
- Ralph Towner
- Stan Tracey
- Lennie Tristano
- Sébastien Troendlé
- Baptiste Trotignon
- Bobby Troup
- Armando Trovajoli
- Philippe Turbin
- Joe Turner
- François Tusques
- Richard Twardzik
- McCoy Tyner

## U
- Hiromi Uehara
- Ian Underwood
- René Urtreger

## V
- Maurice Vander
- Dominique Vantomme
- Bebo Valdés
- Chucho Valdés
- François Vermeille
- Vic Vogel
- Géo Voumard

## W
- Mal Waldron
- Fats Waller
- George Wallington
- Christian Wallumrød
- Phil Walter
- Cedar Walton
- Walter Wanderley
- Marcin Wasilewski
- George Wein
- Kenny Werner
- Bugge Wesseltoft
- Randy Weston
- Peter White
- Ernest Wiehe
- Eddie Wilcox
- Laurent de Wilde
- Clarence Williams
- James Williams
- Jessica Williams
- Mary Lou Williams
- Spencer Williams
- Claude Williamson
- Garland Wilson
- Teddy Wilson
- Diederik Wissels
- Anne Wolf
- Frank Woeste
- Michael Wollny
- Sam Wooding

## Y
- Chihiro Yamanaka
- Jimmy Yancey
- Larry Young

## Z
- Bojan Z
- Rachel Z
- Kirill Zaborov
- Daniel Zanello
- Joe Zawinul
- Julien-François Zbinden
- Gabriel Zufferey
- Angelo Zurzolo
- Axel Zwingenberger